# رنه بارژاول
رنه بارژاول (به فرانسوی: René Barjavel) رمان‌نویس، داستان کوتاهنویس و روزنامه‌نگار قرن بیستم میلادی اهل فرانسه است.